# Armeau
Armeau é uma comuna francesa na região administrativa de Borgonha-Franco-Condado, no departamento de Yonne. Estende-se por uma área de 10,34 km². Em 2010 a comuna tinha 776 habitantes (densidade: 75 hab./km²).

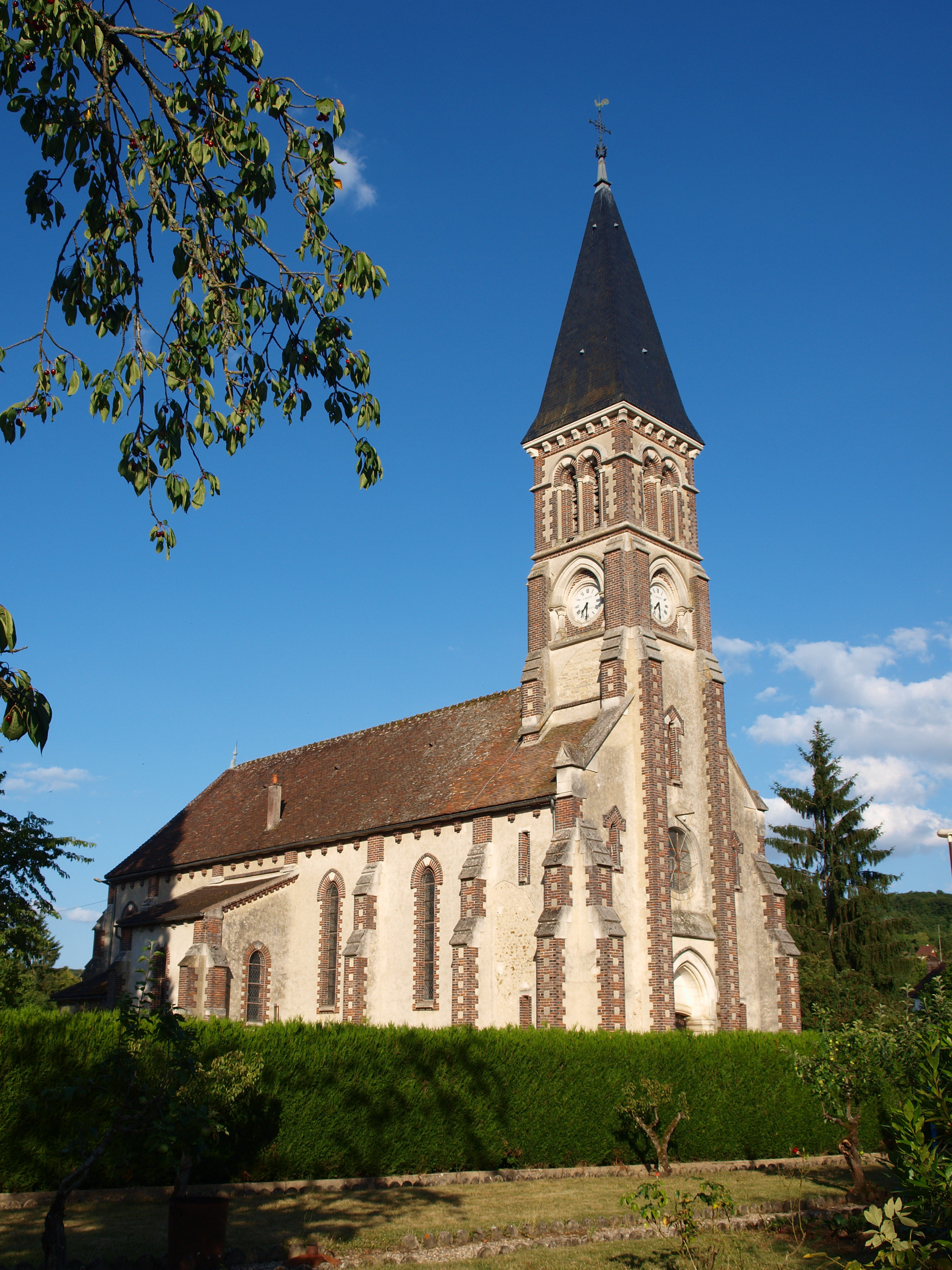